# Universidad Napier de Edimburgo
La Universidad Napier de Edimburgo es un centro  universitario de Escocia situado en Edimburgo que cuenta con  más de 17 000 estudiantes. 

## Historia
Esta Universidad empezó como Napier Technical College en 1964, y toma su nombre de John Napier, el inventor de los logaritmos neperianos. 

## Lema
El lema de esta Universidad es Nisi sapientia frustra, que quiere decir "Todo es en vano sin conocimiento" y que es una variación del lema de la ciudad de Edimburgo.

## Estudios impartidos
La Universidad Napier imparte enseñanzas en ingeniería, informática, enfermería, ciencias, administración de empresas, transporte. También imparte cursos en áreas creativas como cinematografía, diseño gráfico, interpretación, edición y diseño industrial.

## Posición en el Ranking de Universidades de Reino Unido

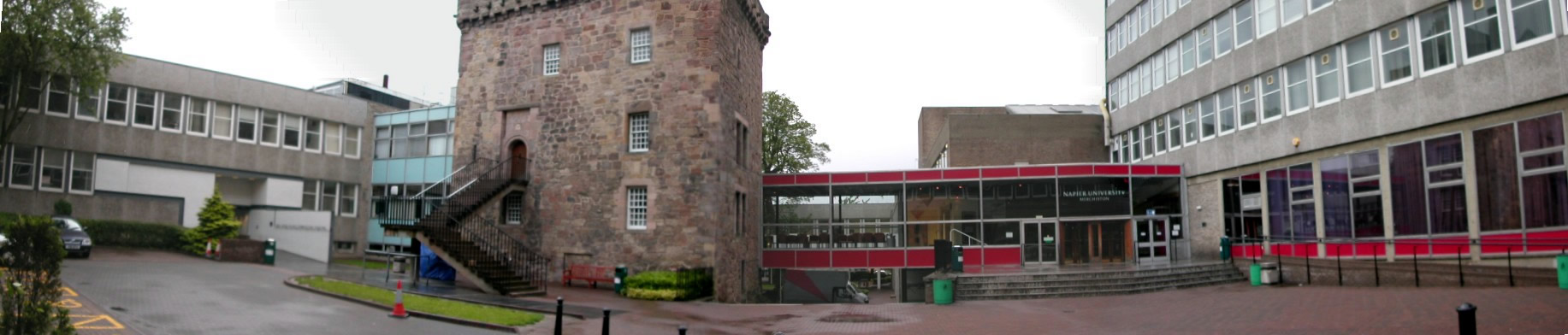
Merchiston campus de la Edinburgh Napier University.

|                               | 2011 | 2010 | 2009 | 2008  | 2007 | 2006 | 2005 |
| ----------------------------- | ---- | ---- | ---- | ----- | ---- | ---- | ---- |
| Research Assessment Exercise  |      |      |      | 109.º |      |      |      |
| Times Good University Guide   | 66.º | 65.º | 64.º | 67.º  | 79.º | 82.º | 90.° |
| Guardian University Guide     | 55.º | 43.º | 49.º | 55.º  | –    | 66.º | 59.º |
| Sunday Times University Guide | 76.º |      | 64.º | 95.º  | 71.º | 93.º | 90°  |
| The Complete University Guide | 7.4º | 72.º | 77.º | 71.º  |      |      |      |
| The Daily Telegraph           |      |      |      |       | 71.º |      |      |